# Хаев, Виталий Евгеньевич
Виталий Евгеньевич Хаев (род. 1 июня 1965) — российский актёр театра и кино, телеведущий.

## Биография
Виталий Хаев родился 1 июня 1965 года в Мытищах.
Мастер спорта по дзюдо, был в сборной юношеской команде Москвы. Три года отслужил водолазом в разведке ВМФ на Балтийском море.
Ещё во время службы на флоте раскрыл в себе театральный талант, участвуя в различных самодеятельных постановках.
По возвращении из армии случай привёл его в Творческие мастерские СТД. Там в 1989 году по приглашению В. В. Мирзоева Владимир Клименко (KLIM) организовал свою Творческую-лабораторию-Мастерская-Клима (в начале 1990-х это было помещение в подвале дома № 4 в Среднем Каретном переулке Москвы). С этим местом связаны первые актёрские шаги Виталия Хаева на театральной площадке «Гамлет. Средний Каретный».
Окончил театральное училище имени Б. В. Щукина (курс Л. В. Ставской).
По окончании училища был принят в труппу театра имени К. С. Станиславского.
С 2001 года снимается в кино. За роль капитана милиции в чёрной комедии Кирилла Серебренникова «Изображая жертву» актёр выдвигался на премию «Ника» за лучшую мужскую роль.
В 1999—2015 был ведущим лотереи «Золотой ключ» на НТВ (ранее — на телеканале «Россия-1») под псевдонимом Виктор Бертье.
В 2020 году Хаев ушёл из театра и полностью посвятил себя работе в кино.

## Общественная позиция
Поддержал военное вторжение РФ в Украину.

## Личная жизнь
Дважды разведён. Во втором браке родились двое сыновей — Владислав (1998) и Георгий (2004).

## Творчество

### Телевидение
- 1999—2015 — Золотой ключ — Виктор Бертье

### Роли в театре
- 2010 — «Женитьба» Н. В. Гоголя, постановка Игоря Золотовицкого, МХТ им. А. П. Чехова — Жевакин
- с 2006 — «Figaro. События одного дня», постановка Кирилла Серебренникова, Театр наций — Граф
- с 2011 — «Киллер Джо», постановка Явора Гырдева, Театр наций — Джо Купер
- с 2014 — «Женитьба», постановка Филиппа Григорьяна, Театр наций — Кочкарев

### Фильмография
- 2001 — Место на Земле — создатель коммуны хиппи
- 2002 — Дневник убийцы — Жорж Селиванович («Большой Бим»), циркач
- 2002 — Специальный репортаж, или Супермен этого дня —
- 2003 — Каменская-3 (фильм № 4 «Седьмая жертва») — «Шутник» (маньяк)
- 2003 — Благословите женщину — Рябинин
- 2003 — Остров без любви (фильм № 2 «Часы») — Кубас
- 2003 — Даша Васильева. Любительница частного сыска-3 (фильм № 3 «Спят усталые игрушки») — Филипп Духов
- 2004 — Рагин — Никита
- 2004 — Кобра. Антитеррор (фильм № 6 «Гнев») — Михаил
- 2004 — Охотники за иконами — Царевич
- 2005 — Лебединый рай — Зуев
- 2005 — Дети Ванюхина — Дмитрий
- 2005 — Адъютанты любви — Жозеф Фуше
- 2005 — Мошенники (серия № 7) — Геннадий Замарайкин
- 2006 — Точка — Валерий, отчим Ани
- 2006 — Седьмой день — уголовник Гиря
- 2006 — Изображая жертву — капитан милиции
- 2006 — Сдвиг — следователь
- 2006 — Очарование зла — Кондратьев, сотрудник ОГПУ-НКВД
- 2006 — Погоня за ангелом — Котов, следователь
- 2006 — Бесы — Игнат Тимофеевич Лебядкин, капитан, поэт, сосед Ивана Шатова
- 2007 — Грех — Фёдор
- 2007 — Киножурнал «Фитиль», выпуск № 128 (новелла «Закон и порядок») — Нагрузкин, капитан ДПС
- 2007 — Любовь-морковь — Кирсан
- 2008 — Храни меня дождь — Станислав Ямпольский
- 2008 — Враг номер один — Князев
- 2008 — Невеста на заказ — Йордик, директор агентства «Встреча»
- 2008 — Чужой в доме — отец
- 2008 — Отдамся в хорошие руки — Юрий Рожановский
- 2008 — Сайд-степ —
- 2009 — Братья Карамазовы — Горсткин («Лягавый»)
- 2009 — Грязная работа (фильмы № 7 «Дело писателя» и № 8 «Дело шпиона») — оперуполномоченный Волков
- 2009 — Европа-Азия — милиционер
- 2009 — Короткое замыкание (новелла № 5 «Поцелуй креветки») — крикун
- 2009 — Миннесота — Гатаулин, вербовщик хоккеистов
- 2009 — Пелагия и белый бульдог — Гурий Самсонович Ломейко, адвокат
- 2009 — Невеста любой ценой — Владимир Германович Чернов
- 2009 — О, счастливчик!
- 2009 — Дочь якудзы — «Хохол»
- 2010 — Муж моей вдовы — Гордон
- 2010 — На ощупь — Павел
- 2010 — Неудачников.net — Михаил Булгаков, майор милиции
- 2010 — Рейдер — Пётр Петрович Спирский, рейдер
- 2010 — Чужой в доме — папа
- 2010 — Долина роз — Степаныч, хозяин таверны «Долина роз»
- 2011 — Провокатор — Александр Сергеевич Панкратов
- 2011 — О чём ещё говорят мужчины — «серьёзный человек», муж Анжелы Викторовны
- 2012 — Билет на Vegas — Яша Подземельный, московский бандит
- 2012 — Дорога на остров Пасхи — Юрий Николаевич Рогов
- 2012 — Любопытная Варвара — Геннадий Петрович Вязьмин
- 2012 — Настоящая любовь — Алексей Эмильевич
- 2012 — Однажды в Ростове — Дмитрий Афанасьевич Пятипалов, сосед братьев Толстопятовых, член ростовской банды «фантомасов» (прообраз — Сергей Самасюк)
- 2012 — Орда — московский князь Иван Красный
- 2012 — После школы — Виталий, актёр, отец Гарика Дубровина
- 2012 — Праздник взаперти — Штырь
- 2012 — Соло на саксофоне — Владислав Сергеевич Лавров, бизнесмен
- 2013 — Я тебя никогда не забуду — Виктор
- 2013 — Городские шпионы — Павел Николаевич Жаров, полковник
- 2013 — Переводчик — Андрей Петрович Стариков («Чарли»), учитель химии и физики в таганрогской средней школе, переводчик с немецкого языка
- 2014 — У вас будет ребёнок … — камео
- 2014 — «Соблазн» — Нащёкин
- 2014 — Неслучайная встреча — Иван Рафаилович Ромашка, майор полиции, следователь уголовного розыска
- 2015 — Гороскоп на удачу — Пётр Алексеевич Карякин, олигарх
- 2015 — Орлеан — Неволин, следователь
- 2015 — Райские кущи — Кушак
- 2015 — Орлова и Александров — Сергей Михайлович Эйзенштейн, советский режиссёр театра и кино
- 2015 — Как я стал русским — Анатолий Анатольевич Платонов, олигарх, любовник Екатерины Добровольской
- 2016 — Ледокол — Банник, второй помощник капитана ледокола «Михаил Громов»
- 2016 — Бывшие — Александр Борисович Миронов, отец Яны, глава «Росмеда»
- 2017 — Отчий берег — Павел Аркадьевич Бабахин
- 2017—2019 — Доктор Рихтер — Иван Алексеевич Родионов, врач-онколог
- 2018—2019 — Вне игры — Сергей Фёдорович Гурьев («Прапор»), тренер футбольной школы «Локомотива»
- 2018 — Так не бывает — Роман Петрович, врач-кардиохирург
- 2018 — Папа, сдохни — Андрей Геннадьевич, сотрудник полиции, муж Натальи, отец Ольги Леховской
- 2018 — Крепкая броня — Толошный, старшина роты в танковом училище
- 2019 — Как я стал русским — Анатолий Анатольевич Платонов, отец Ирины
- 2019 — Текст — Денис Сергеевич, сотрудник ФСБ
- 2019 — Лев Яшин. Вратарь моей мечты — Александр Семёнович Пономарёв, старший тренер Олимпийской сборной СССР по футболу
- 2019 — В кейптаунском порту — врач-нарколог
- 2020 — Московский роман — Отец Алисы, банкир
- 2020 — Калашников — Павел Семёнович Курбаткин, генерал
- 2020 — Волк — Лев Петрович Василевский, советский разведчик
- 2020 — Грозный — Алексей Данилович Басманов, опричный воевода
- 2020 — Стрельцов — Виктор Александрович Маслов, тренер футбольного клуба «Торпедо» (Москва)
- 2021 — Снегурочка против всех — Дед Мороз
- 2021 — Майор Гром. Чумной доктор — Альберт Бехтиев, предприниматель, хозяин казино «Золотой дракон»
- 2021 — Оторви и выбрось — муж надзирательницы
- 2021 — Ле.Ген.Да — Николай Григорьевич Куликов, тренер по боевым единоборствам
- 2022 — Стая — «Егерь»
- 2023 — Праздники — Виктор Васильевич Пыжов 16 серий
- 2023 — Короче, план такой — генерал
- 2024 — Мой любимый чемпион — владелец конюшни

## Награды и номинации
- 2007 — номинация на кинопремию «Ника» в Москве в категории «Лучшая мужская роль» за 2006 год — за исполнение роли капитана милиции в художественном фильме «Изображая жертву» (2006) режиссёра Кирилла Серебренникова.
- 2014 — приз в номинации «Лучшая мужская роль» за 2013 год на II Национальном кинофестивале дебютов «Движение» в Омске (23-27 апреля 2014 года) — за исполнение главной роли учителя химии и физики Андрея Петровича Старикова в военно-историческом мини-сериале «Переводчик» (2013) режиссёра Андрея Прошкина[4].
- 2014 — приз в номинации «Актёр» за 2013 год конкурса «Телевизионные игровые системы» XV Международного телекинофорума «Вместе» в Ялте (22-27 августа 2014 года) — за исполнение главной роли учителя химии и физики Андрея Петровича Старикова в военно-историческом мини-сериале «Переводчик» (2013) режиссёра Андрея Прошкина[5].